# 騆瑜
騆瑜，臺灣跨領域藝術家，2015年時在臺北市立美術館舉辦個展的藝術家中為最年輕者，出身臺灣，畢業於國立臺南藝術大學，現就讀國立臺北藝術大學美術系研究所，創作多以觀念為主體，媒材包含行為、裝置，近期關注符號與檔案議題，探討當代殖民在生命政治運作之外的可能性。作品獲「新場域」、「文化部藝術新秀」、臺北國際藝術村「視覺混種」、「全國學生美展」優勝等獎項